# 608 Adolfine
608 Adolfine eller 1906 VD är en asteroid i huvudbältet, som upptäcktes 18 september 1906 av den tyska astronomen August Kopff i Heidelberg. Den har fått sitt namn efter Jenny Adolfine Kessler, en vän till upptäckaren. Hon fick även asteroiden 607 Jenny uppkallad efter sig.
Asteroiden har en diameter på ungefär 20 kilometer och den tillhör asteroidgruppen Eos.